# Wojciech Kurpiewski
Wojciech Sławomir Kurpiewski (Nowy Dwór Mazowiecki, 16 de febrero de 1966-Providence, Estados Unidos, 8 de octubre de 2016) fue un deportista polaco que compitió en piragüismo en la modalidad de aguas tranquilas.
Participó en dos Juegos Olímpicos de Verano, en los años 1988 y 1992, obteniendo una medalla de plata en Barcelona 1992, en la prueba de K2 500 m. Ganó cinco medallas en el Campeonato Mundial de Piragüismo entre los años 1986 y 1993.

## Palmarés internacional
| Juegos Olímpicos   | Juegos Olímpicos       | Juegos Olímpicos  | Juegos Olímpicos |
| Año                | Lugar                  | Medalla           | Competición      |
| ------------------ | ---------------------- | ----------------- | ---------------- |
| 1992               | Barcelona (España)     | Medalla de plata  | K2 500 m         |
| Campeonato Mundial |                        |                   |                  |
| Año                | Lugar                  | Medalla           | Competición      |
| 1986               | Montreal (Canadá)      | Medalla de bronce | K4 1000 m        |
| 1987               | Duisburgo (Alemania)   | Medalla de plata  | K4 500 m         |
| 1989               | Plovdiv (Bulgaria)     | Medalla de plata  | K4 1000 m        |
| 1989               | Plovdiv (Bulgaria)     | Medalla de bronce | K2 500 m         |
| 1993               | Copenhague (Dinamarca) | Medalla de plata  | K2 500 m         |